# Gaffelgrepp
Gaffelgrepp används på sådana blåsinstrument där olika toner bildas genom att man successivt täcker en rad hål med fingrarna. Exempel på sådana instrument är hela träblåsfamiljen, med bland annat flöjt, klarinett, fagott och många andra. Om man på dessa instrument lämnar ett hål öppet i en kontinuerlig rad av i övrigt täckta hål, har man tagit ett gaffelgrepp. Med denna teknik kan man skapa nya så kallade halvtoner, som ligger mellan de toner man kan skapa med en sammanhängande rad täckta hål. Därmed är en kromatisk skala möjlig och det går att spela i vilken tonart som helst. Detta är det allenarådande sättet att spela äldre instrument utan klaffar.
Med mer utvecklade instrument med många klaffar, kan gaffelgrepp undvikas, vilket underlättar spelningen. I en del fall vid extremt höga tonlägen, nära gränsen för vad som över huvud taget är möjligt med instrumentet, kan det emellertid fortfarande, trots klaffar, krävas gaffelgrepp i kombination med klaffar för att tonen inte ska bli falskklingande.